# 대한치과의사협회
사단법인 대한치과의사협회(大韓齒科醫師協會, Korea Dentist Association, 약칭: KDA)는 국민보건향상을 위하여 치의학, 치과의료 및 공중구강보건의 연구와 의도의 앙양 및 의권의 옹호, 회원간의 친목과 복지를 도모하기 위해 설립된 대한민국 보건복지부 소관 사단법인이다. 서울특별시 성동구 광나루로 257에 있다.

## 설립 근거
- 의료법 제28조[1]

## 연혁
- 1921년 10월 2일: 조선치과의사회 창립총회
- 1949년 5월 29일: 대한치과의사회로 개칭
- 1959년 4월 28일: 대한치과의사협회로 개칭

## 조직
- 감사

### 대의원총회

#### 대한치과의사협회장
- 분과학회
- 이사회
  - 상설위원회
    - 총무위원회
    - 치무위원회
    - 법제위원회
    - 학술위원회
    - 국제위원회
    - 재무위원회
    - 공보위원회
    - 군무위원회
    - 자재표준위원회
    - 보험위원회
    - 정보통신위원회
    - 기획위원회
    - 대외협력위원회
    - 문화복지위원회
    - 홍보위원회
    - 수련고시위원회
    - 경영정책위원회

  - 특별위원회
  - 사무처
  - 치의신보
- 지부(18개)
- 치과의료정책연구소
- 치과의사국가시험연구소
- 대한여성치과의사회